# カルアル
カルアル（ポルトガル語: Caruaru）は、ブラジルのペルナンブーコ州にある都市。州内陸部のアグレステ地域に位置し、その文化的重要性から「アグレステの首都」や「アグレステのちいさな王子」と呼ばれる。
夏至を祝う6月の聖ヨハネ祭（カピタル・ド・フォロ）で知られる。その規模は「世界最大の聖ヨハネ祭」と形容されるほどで、まる一か月行われ、7月まで続く年もある。

## 歴史
カルアル市の土地はもともと、ヌネス・ドス・ベゼーロス家の所有する牧場だった。家名の「ベゼーロス」は農場近くのベゼーロス礼拝堂に由来する。ヌネス家は2人の孤児を養っていた。その一人、ジョゼ・ロドリゲス・デ・ジェズスは所有地の一部を与えられると、そこをカルアルと名付けた。さらに無原罪の御宿りに献じて礼拝堂をつくった。この礼拝堂付近に人々は住みはじめた。1846年にはフリアール・エウゼビオ・デ・サレスがイグレジャ・マルティス教会を建てはじめた。これが現在の大聖堂である。後年、教会は2度にわたり改築された。カルアルには家畜を輸送する便が必ず停車するため、町は発展した。

## 地理
- 州 - ペルナンブーコ州
- 地域 - アグレステ地域
- 隣接する市

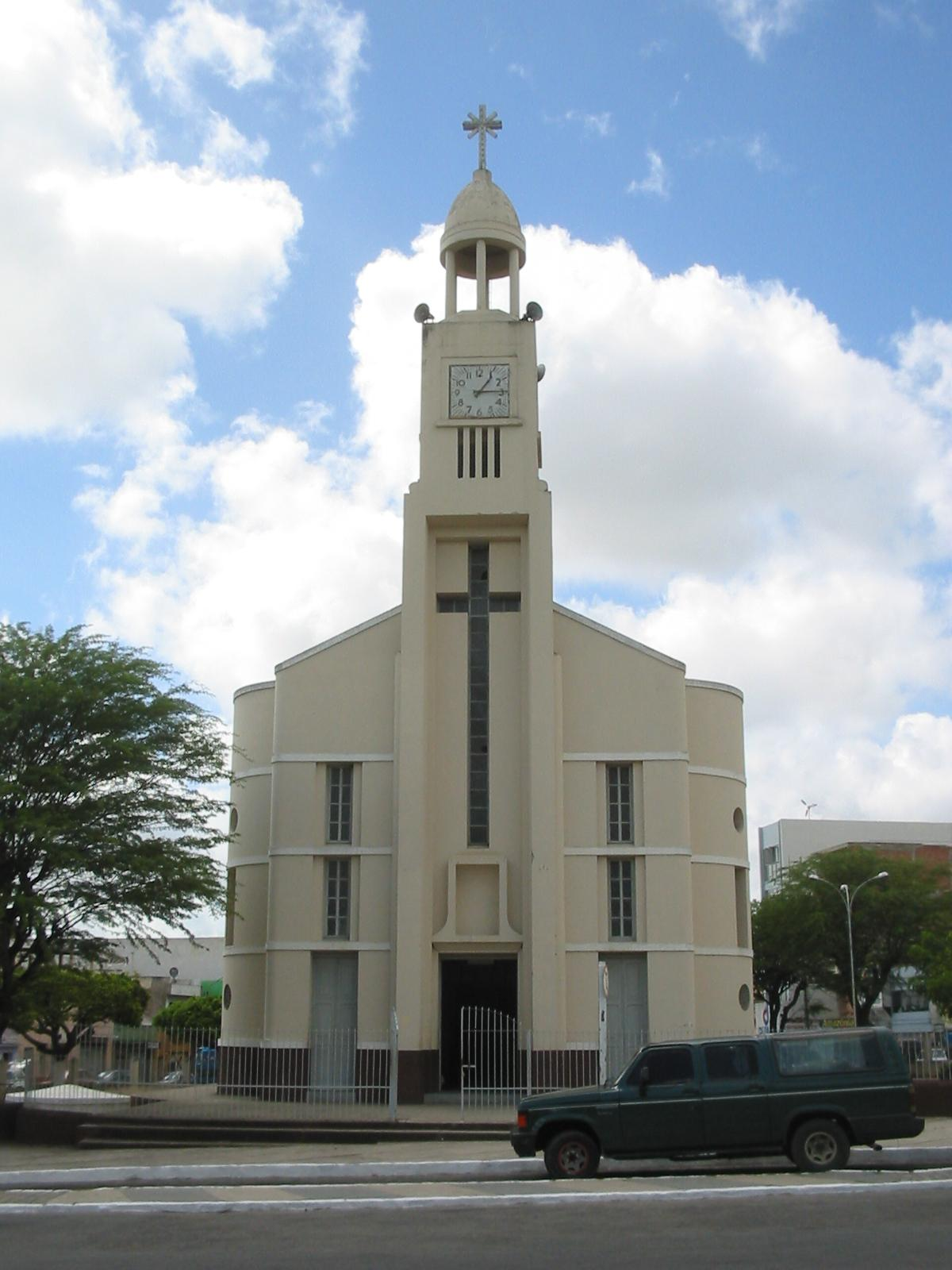
ロザリオ教会

  - 北 トリタマ、ヴェルテンテス、フレイ・ミゲリーニョ、タカリティンガ・ド・ノルテ
  - 東 ベゼーロス、リアショ・ダス・アルマス
  - 南 - アルティーニョ、アグレズティーナ
  - 西 - ブレジョ・ダ・マドレ・デ・デウス、サン・カエターノ
- 面積 - 920.61平方キロ
- 標高 - 554m
- 主要河川 - カピバリベ川、イポジュカ川、ウナ川
- 植生 - カーティンガの森林地帯
- 気候 - 亜熱帯
- 年平均気温 - 22.5度
- 年平均降水量 - 759.6mm
- 幹線道路 - 国道232号
- レシフェから140キロ
- グラヴァタから48キロ

## 経済
市内では製造業（織物など）、観光、商業、手工業が行われている。第一次産業はヤギ、鶏、牛の畜産業と牛乳生産が大きい。豆類やキャッサバ、トウモロコシも生産されている。国内最大級の工芸品の青空市「フェイラ・デ・カルアル」が開かれる。
経済指標
- 人口[2] - 31万9579人
- GDP[3] - 199万3295千レアル
- 一人あたりGDP - 6895レアル
- 州のGDPに占める割合 - 3.24%

産業別人口の割合（2006年）
- 第一次産業 1.01%
- 第二次産業 14.40%
- 第三次産業 84.59%

保健指標
- 人間開発指数（2000年） 0.713
- 病院数（2007年） 11
- 病床数（2007年） 654
- 千人あたり乳幼児死亡率（2005年） 8.2人

## スポーツ
市内にはサッカークラブが2つある。アントニオ・イナシオ・デ・ソウザ・スタジアム（6000人収容）を本拠地とするクルーベ・アトレチコ・ド・ポルトと、エスタディオ・ルイス・ジョゼ・デ・ラセルダ（20000人収容）を本拠地とするセントラルSCである。いずれもペルナンブーコ州の1部リーグに所属している。州を代表するレース場のアイルトン・セナ・サーキットでは、1年おきにフォーミュラ・トラックが開かれる。